# La Demoiselle et le Violoncelliste
Pour plus de détails, voir Fiche technique et Distribution.
La Demoiselle et le Violoncelliste est un court métrage français réalisé par Jean-François Laguionie en 1965. C'est la toute première animation de l'auteur, faite pour Les Films Paul Grimault.

## Synopsis
Un violoncelliste cause accidentellement la mort d'une demoiselle.

## Fiche technique
- Titre français : La Demoiselle et le Violoncelliste
- Titre anglais : The Lady and the Cellist
- Réalisation et scénario : Jean-François Laguionie
- Durée : 9 minutes
- Dates de sortie : France : 2 juin 1965

## Distinctions
- 1965 : Cristal du court métrage, Festival international du film d'animation d'Annecy